# Northwinds
Northwinds este al doilea album solo al lui David Coverdale, lansat la începutul anului 1978.

## Piese
Toate melodiile sunt compuse de David Coverdale, cu excepția cazului în care este indicat.
1. "Keep On Giving Me Love" (Coverdale, Micky Moody) – 5:16
2. "Northwinds" – 6:13
3. "Give Me Kindness" – 4:34
4. "Time & Again" – 4:02
5. "Queen of Hearts" (Coverdale, Moody) – 5:16
6. "Only My Soul" – 4:36
7. "Say You Love Me" – 4:21
8. "Breakdown" (Coverdale, Moody) – 5:15
9. "Shame the Devil" – 3:35
10. "Sweet Mistreater" – 3:45

În versiunea originală a albumului, „Northwinds” este prima piesă și „Keep On Giving Me Love” este a doua; la reeditările ulterioare acestea sunt inversate.